# 加藤優太
加藤 優太（かとう ゆうた、1992年 - ）は、日本のクラシック・ギター奏者である。
福岡県出身。8歳より松下隆二のもとでクラシックギターを始める。福岡市立百道中学校、福岡県立修猷館高等学校を卒業した後、2013年よりスペインに留学し、リナーレスのアンドレス・セゴビア音楽院にてフランシスコ・クエンカの指導を受けるとともに、フラメンコギターをルイス・カーロに学んだ。2015年に日本に戻り、福岡市内でクラシックギターの講師業を行いながら音楽活動を行う。2016年3月には1枚目のCD『PASEO DE ANDALUCIA アンダルシアの散歩道』をリリースした。